# Torii Kiyomasu
Torii Kiyomasu (鳥居 清倍?) (h. 1690-1720) fue un pintor japonés, especializado en el género ukiyo-e. Fue miembro de la escuela Torii, y hermano o hijo de su fundador, Torii Kiyonobu.

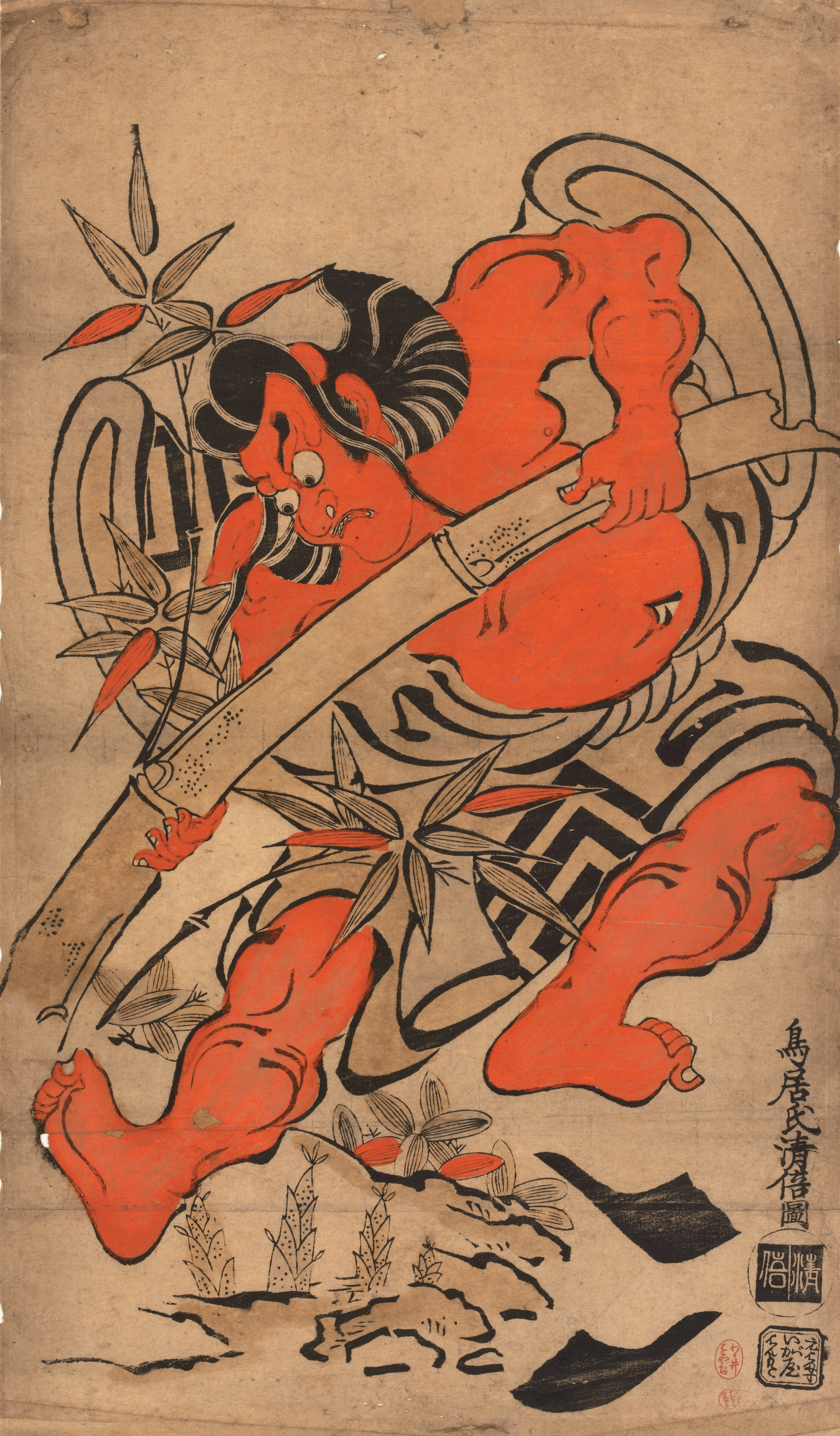
Ichikawa Danjūrō I en el papel de Takenuki Gorō.

Se dedicó especialmente al género de actores (yakusha-e), así como a los retratos femeninos (bijin-ga). Su estilo era bastante parecido al de Kiyonobu, siendo a veces difícil de distinguir las obras de ambos artistas, aunque Kiyomasu era quizá más elegante, de líneas más suaves y dinámicas.   